# Бисмарк (фильм, 1940)
«Бисмарк» (нем. Bismarck) — немецкий пропагандистский художественный фильм, снятый режиссёром Вольфгангом Либенайнером в 1940 году на студии «Tobis Film»
Премьера фильма состоялась 6 декабря 1940 года.

## Сюжет
Биографический фильм о бароне Отто фон Бисмарке, премьер-министре Пруссии, и о том, как он и его политика, включая агрессивную войну, помогли объединить Германию, разделенную к тому времени на 35 государств, входивших в конфедерацию под фактической властью императора Австрии Франца Иосифа. Как дипломат Бисмарк успешно ведет переговоры с Францией, Австрией и Россией. После перевооружения прусской армии он начинает реализацию плана создания единой Германии «железом и кровью».
Фильм был посвящён «железному канцлеру», который изображался в качестве предтечи Гитлера.

## В ролях
- Пауль Хартман — Отто фон Бисмарк
- Фридрих Кайслер — император Вильгельм I
- Рут Хелльберг — Виктория Саксен-Кобург-Готская
- Вальтер Франк — Наполеон III
- Гюнтер Хаданк — фон Мольтке
- Лиль Даговер  — императрица Евгения
- Кeте Хаак — Иоганна фон Бисмарк
- Мария Коппенхёфер — императрица Августа
- Вернер Хинц — Фридрих III
- Харальд Паульзен — граф Венсан Бенедетти
- Карл Шёнбёк — Франц Иосиф I
- Хельмут Бергманн — Альбрехт фон Роон
- Карл Хаубенрайссер — Рудольф Вирхов
- Бруно Хюбнер — Рехберг-унд-Ротенлёвен
- Карл Майкснер — Людвиг Лёве
- Отто Гебюр — Иоганн, король Саксонии
- Отто Штёккель — Фридрих Фердинанд фон Бейст
- Яспар фон Эрцен — Фридрих Карл Николай Прусский
- Ханс Юнкерман — генерал-фельдмаршал Фридрих Врангель
- Отто Граф — Роберт фон Койдель
- Франц Шафхайтлин — фон Метерних
- Эдуард фон Винтерштайн — генерал Альбрехт Густав фон Манштейн
- Карл Фохлер — дипломат граф Алайош Каройи фон Надькароли
- Ингольф Кунтце
- Хансгеорг Лаубенталь — Великий герцог Ольденбургский
- Артур Фриц Ойгенс — Вильгельм, сын Бисмарка